# Isaac Kiese Thelin
Isaac Kiese Thelin (* 24. Juni 1992 in Örebro) ist ein schwedischer Fußballspieler mit kongolesischen Wurzeln.

## Werdegang

### Debüt und Durchbruch in Schweden
Kiese Thelin, Sohn eines Vaters aus der DR Kongo und einer schwedischen Mutter, begann mit dem Fußballspielen bei Karlslunds IF. 2009 debütierte er für den Klub in der drittklassigen Division 1 und kam im Saisonverlauf zu sechs Spieleinsätzen, stieg jedoch mit der Mannschaft am Saisonende ab. Zwar etablierte er sich in der dann vierten Spielklasse als Stammspieler und avancierte zum regelmäßigen Torschützen, erneut verpasste er allerdings mit den Klassenerhalt und wurde mit dem Klub in die Fünftklassigkeit durchgereicht. Nachdem er auch dort mehrfach als Torschütze glänzen konnte, wechselte er im Laufe der Spielzeit 2011 zum Erstligisten IFK Norrköping.
Kiese Thelin debütierte jedoch erst in der Spielzeit 2012 in der Allsvenskan, als er als Einwechselspieler beim 2:1-Auswärtserfolg im April des Jahres beim IFK Göteborg in den Schlussminuten Astrit Ajdarević ersetzte. Erst gegen Ende der Spielzeit kam er regelmäßiger zum Einsatz, blieb jedoch vornehmlich Ergänzungsspieler. In der zweiten Hälfte der folgenden Spielzeit setzte er sich als Stammspieler im offensiven Mittelfeld fest, am Ende der Spielzeit belegte er an der Seite von Martin Smedberg, Morten Skjønsberg, Christoffer Nyman und Mathias Florén den neunten Tabellenplatz. Auch zu Beginn der Spielzeit 2014 Stammspieler in seinem Klub, nominierte U-21-Auswahltrainer Håkan Ericson ihn für die schwedische U-21-Nationalmannschaft. Bei seinem Debüt im Juni des Jahres erzielte er neben Malkolm Moenza einen der Treffer zum 2:0-Erfolg über die isländische Juniorenauswahl.
Kurz vor seinem Juniorennationalmannschaftsdebüt hatte Kiese Thelin seinen Wechsel innerhalb der Allsvenskan zum amtierenden Meister Malmö FF bekanntgegeben, dem er sich ab Dezember 2014 für vier Jahre anschließen sollte. Schon einen Monat später einigten sich die beiden Klubs auf einen sofortigen Transfer. Nach seinem Debüt in der Qualifikation zur Champions League 2014/15 gegen FK Ventspils beim 0:0-Heimunentschieden erzielte er bei seinem Ligadebüt für den Malmöer Klub sein erstes Pflichtspieltor und war beim 1:0-Auswärtserfolg im Rückspiel in Litauen mit dem spielentscheidenden Treffer Matchwinner. Letztlich qualifizierte er sich mit der Mannschaft für die Gruppenphase der Champions League. Während die Mannschaft dort als Gruppenletzte aus dem Wettbewerb ausschied, gewann sie am Saisonende den schwedischen Meistertitel. Eine Woche nach Saisonschluss trug Kiese Thelin auch zum zweiten Titelgewinn des Jahres bei, als er mit seinem Treffer zum 1:1-Ausgleich in der 90. Spielminute im Spiel um den schwedischen Supercup gegen Pokalsieger IF Elfsborg die Verlängerung erzwang und mit dem Klub anschließend im Elfmeterschießen triumphierte.
Bereits im Oktober 2014 war Kiese Thelin gemeinsam mit Oscar Lewicki entscheidend an der Qualifikation der U-21-Auswahlmannschaft für die U-21-EM 2015 beteiligt gewesen, als die beiden im Rückspiel der Play-offs gegen die französische Juniorenauswahlmannschaft nach einer 0:2-Hinspielniederlage mit jeweils zwei Toren zum 4:1-Erfolg beitrugen. Im November feierte er schließlich im Rahmen der Qualifikation zur EM 2016 sein Debüt in der schwedischen A-Nationalmannschaft. Nationaltrainer Erik Hamrén wechselte ihn beim 1:1-Unentschieden gegen Montenegro in der 86. Spielminute für Erkan Zengin ein, um die Offensive zu stärken.

### U-21-Europameister und Wanderjahre im Ausland

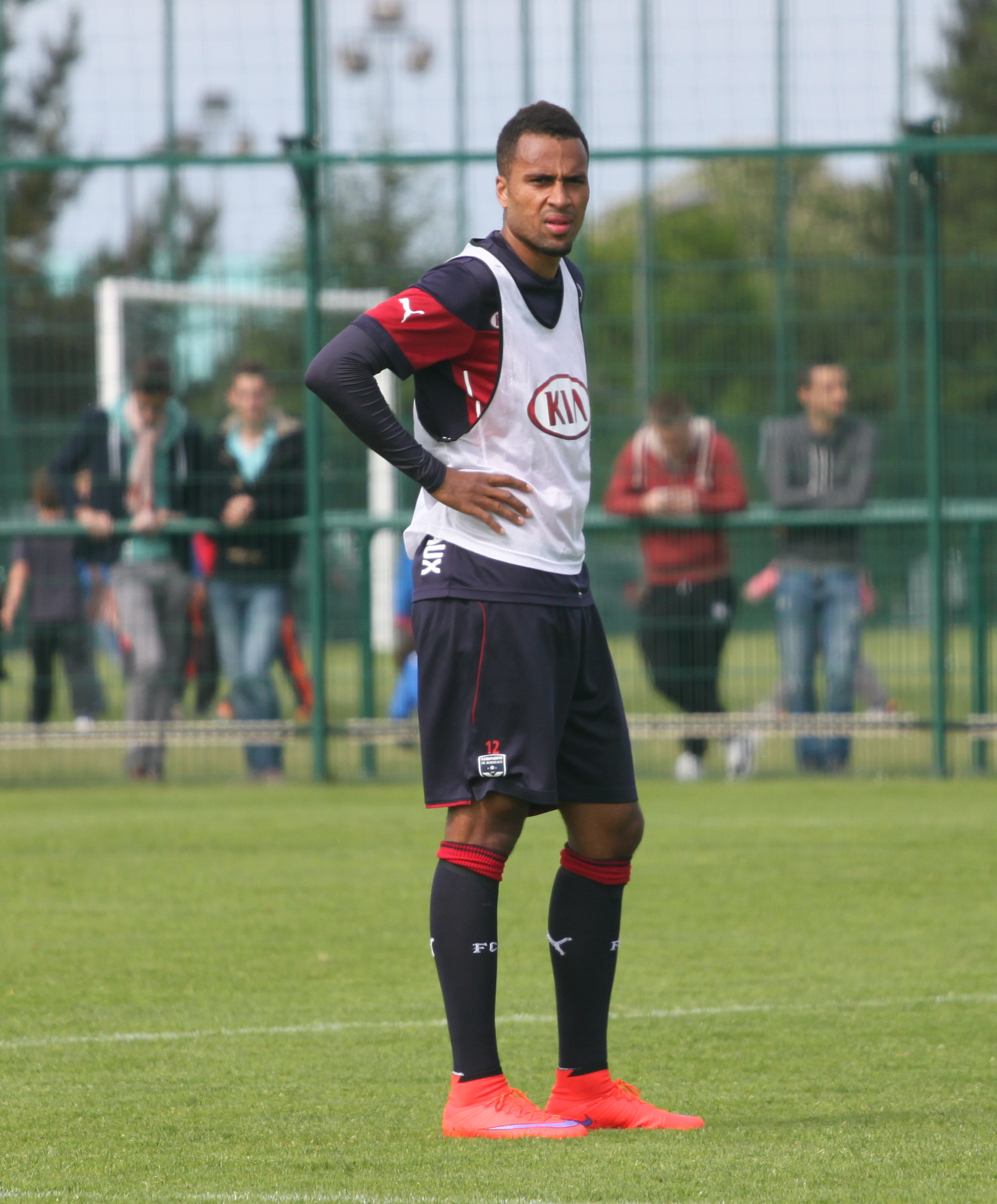
Kiese Thelin während einer Trainingseinheit von Girondins Bordeaux, 2015

Am 22. Januar 2015 wechselte Kiese Thelin zum französischen Erstligisten Girondins Bordeaux und unterschrieb ein Vertrag bis zum 30. Juni 2019. Sein Ligadebüt spielte er kurz darauf am 24. Januar 2015 gegen SC Bastia. Bis zum Sommer gehörte er zu den von Trainer Willy Sagnol regelmäßig eingesetzten Akteuren und bestritt 15 der 17 Ligaspiele bis zum Saisonende.
Bei der letztlich erfolgreich gestalteten U-21-EM-Endrunde war Kiese Thelin Stammspieler und bestritt alle fünf Endrundenpartien. Sein einziger Turniertreffer beim 2:1-Erfolg über Italien im ersten Turnierspiel der Skandinavier per Strafstoß kurz vor Spielende zum Endstand sollte bedeutend für den weiteren Turnierverlauf werden, da nach einer 0:1-Niederlage gegen England und einem 1:1-Remis gegen Portugal gegen die nunmehr punktgleichen Italiener der direkte Vergleich zugunsten der Schweden ausfiel und diese – trotz schlechterer Tordifferenz – als Gruppenzweiter ins Halbfinale vorstießen. Nach einem 4:1-Erfolg über Dänemark dort kam es zum erneuten Aufeinandertreffen mit Portugal im Endspiel, das nach torlosen 120 Spielminuten im Elfmeterschießen entschieden wurde. Hier war Kiese Thelin erneut ein sicherer Schütze vom Elfmeterpunkt, der schwedische Torhüter Patrik Carlgren avancierte letztlich mit zwei gehaltenen Elfmetern zum Helden und der Titel des U-21-Europameisters ging 23 Jahre nach der bis dato einzigen Finalteilnahme im Jahr 1992 erstmals nach Schweden.
Die Spielzeit nach seiner Rückkehr zu Girondins Bordeaux war von kleineren Blessuren überschattet, so dass er von den Nachwuchsakademiespielern Adam Ounas und Enzo Crivelli aus der Startformation verdrängt wurde und im gesamten Saisonverlauf unter Sagnol und dessen Nachfolger Ulrich Ramé nur zu sieben Meisterschaftsspielen kam. Trotz eines erneuten Trainerwechsels zu Jocelyn Gourvennec im Sommer 2016 kam er nicht über den Status eines Ergänzungsspielers hinaus, zumal er sich hinter dem vom AC Mailand verpflichteten Jérémy Ménez einordnen musste. Bis zum Jahreswechsel bestritt er sieben Spiele in der Ligue 1, dabei erzielte er zwei Tore.
Im Januar 2017 wechselte Kiese Thelin auf Leihbasis zum belgischen Klub RSC Anderlecht, der mit Girondins eine Kaufoption vereinbarte. In der UEFA Europa League 2017/18 avancierte er im Sechzehntelfinale gegen Zenit Sankt Petersburg zum Matchwinner für die Westeuropäer. Nach einem 2:0-Hinspielerfolg lag die Mannschaft im Rückspiel auswärts bereits mit 0:3 zurück, ehe ihm in der Schlussminute der Treffer zum 1:3-Endstand und damit Aufstieg ins Achtelfinale aufgrund der Auswärtstorregel gelang. Bis zum Ausscheiden gegen den späteren Titelträger Manchester United im Viertelfinale, der sich nach zwei 1:1-Unentschieden erst mit einem Tor von Marcus Rashford in der Verlängerung im Old Trafford durchsetzte, bestritt er alle sechs möglichen Europapokalspiele. Zudem war er auch in der Meisterschaft Stammspieler und trug mit 16 Spielen in regulärer Spielzeit und Meisterschaftsendrunde zum Gewinn des Meistertitels bei. Im August zog der Klub die Kaufoption und vereinbarte einen Fünf-Jahres-Vertrag, verlieh den Spieler jedoch direkt an den Ligakonkurrenten Waasland-Beveren. Mit 16 Toren in der regulären Spielzeit, damit war er gleichauf mit Teddy Chevalier bester Schütze, war einer der Garanten für den Klassenerhalt. In den Play-off-Spielen zur Europa League erzielte er noch drei weitere Tore, so dass er sich hinter Chevalier und dem Torschützenkönig Hamdi Harbaoui, der insgesamt 22 Saisontore erzielt hatte, auf dem dritten Rang der Torschützenliste einreihte.
Aufgrund der Erfolge in Belgien hielt sich Kiese Thelin im Kreis der Nationalmannschaft. Im Sommer 2018 nominierte ihn Auswahltrainer Janne Andersson für die Weltmeisterschaft 2018. Die Mannschaft scheiterte im Viertelfinale an England, jeweils als Einwechselspieler kam er dabei in vier Endrundenspielen zum Einsatz.
Zur Saison 2018/19 wurde Kiese Thelin an den deutschen Bundesligisten Bayer 04 Leverkusen ausgeliehen. Insgesamt kam er für die Leverkusener zu 14 Pflichtspielen, in denen er ein Tor erzielte. Nach dem Ende der Saison kehrte Kiese Thelin nach Anderlecht zurück.
In der Saison 2019/20 stand er dort von 21 Ligaspielen bis zur Winterpause bei zehn Spielen auf dem Platz; lediglich bei einem Spiel über die volle Dauer. Anfang Januar 2020 wurde eine Ausleihe zu Malmö FF bis zum Ende des Jahres vereinbart. Das entspricht der Saison der schwedischen Liga. Bis zum Jahresende spielte er 25 Mal und traf 14 Mal.
Im Januar 2021 beschlossen Verein und Kiese Thelin, dass er für ein halbes Jahr in die türkische Süper Lig zu Kasımpaşa Istanbul verliehen wird. Thelin bestritt für Istanbul 21 von 24 möglichen Ligaspielen, in denen er neun Tore schoss, sowie ein Pokalspiel. Die Ausleihe wurde nicht verlängert, so dass er in der Saison 2021/22 wieder im Kader des RSC Anderlecht stand.
Nachdem Thelin in den ersten fünf Ligaspielen der neuen Saison 2021/22 eingesetzt worden war, wechselte er in der dann folgenden Länderspielpause zu Baniyas SC in den Vereinigten Arabischen Emiraten. Von dort kehrte Kiese Thelin ein Jahr später zu seinem ehemaligen Verein Malmö FF zurück und feierte in der Spielzeit 2023 den erneuten Gewinn der Meisterschaft sowie den Titel des Torschützenkönigs mit 16 Treffern. In der anschließenden Saison 2024 gelangen ihm erneut 15 Tore sowie mit der Mannschaft das Double aus Meisterschaft und Pokal.

## Erfolge
Malmö FF
- Schwedischer Meister: 2014, 2020, 2023, 2024
- Schwedischer Pokalsieger: 2020, 2024
- Schwedischer Supercupsieger: 2016

RSC Anderlecht
- Belgischer Meister: 2017
- Belgischer Supercupsieger: 2018

Nationalmannschaft
- U-21-Europameister mit Schweden: 2015

## Auszeichnungen
- Torschützenkönig der schwedischen Allsvenskan: 2023 (16 Tore)